# Formostenus nigrus
Formostenus nigrus är en stekelart som beskrevs av Jonathan 1980. Formostenus nigrus ingår i släktet Formostenus och familjen brokparasitsteklar. Inga underarter finns listade i Catalogue of Life.